# Château du Falkenstein
Pour les articles homonymes, voir Falkenstein.
Le château du Falkenstein se situe dans la commune française de Philippsbourg et le département de la Moselle, au cœur des Vosges du Nord. Ce château semi-troglodyte domine la vallée de la Zinsel.

## Toponymie
Anciennes mentions : Valkenstein en 1317, Falquestenne en 1489, Falkeinstein en 1566.

## Historique
Le château de Falkenstein, qui date du XIe siècle, était le siège d'un comté et fief immédiat de l'Empire, enclavé dans le palatinat du Rhin. Mentionné dès 1141, il fut donné en 1458 au duc de Lorraine Jean, par l'empereur Frédéric, à titre de récompense pour ses services, et à la condition d'en laisser jouir les héritiers mâles du nom. Le comte Guillaume de Falkenstein en vendit la propriété en 1667 au duc Charles IV : celui-ci en investit le prince de Vaudémont Charles-Henri, son fils, qui le transmit à son petit-cousin le duc Léopold (fils du neveu de Charles IV, Charles V) et en reçut l'investiture de l'empereur Charles VI.
Ce comté fut réservé avec toutes ses dépendances lors de la cession de la Lorraine à la France, en 1736, ainsi que par le traité définitif de 1738. Il comprenait les villages de Philipsbourg et de Baerenthal, qui furent avec lui réunis à la France en 1794. L'ancienne seigneurie de Falkenstein fut classée, à cette époque, dans le canton de Bitche, auquel elle n'a cessé d'appartenir.

### Fondation et héritages
Le château, édifié par le comte Pierre de Lutzelbourg (de la maison de Bar-Mousson-Montbéliard), est mentionné pour la première fois en 1127. Il est destiné à protéger les possessions du comte situées dans la Forêt Sainte de Haguenau.
En 1150, Renaud, fils de Pierre, meurt sans laisser de descendant. Le château est alors partagé entre Folmar de Sarrewerden et la famille de Hohenstaufen. Jacques de Falkenstein apparaît comme témoin dans une charte signée à Haguenau en 1205 et en 1316, Gottfried, Conrad, Heinrich et Jacob de Falkenstein jurent la paix avec la ville de Strasbourg. Une paix castrale est signée en 1335, délimitant le château en trois parts au moyen de murs transversaux.
En 1419, Jean de Finstingen (Fénétrange) se dit seigneur de Falkenstein puisque usufruitier de la part des Sarrewerden ; en 1474 a lieu une convention de pariage entre les Falkenstein : aucune part ne doit être cédée, même à un autre membre de la famille, sans l'accord des autres pariers. Le château revient aux comtes de Deux-Ponts-Bitche en 1479 et en 1482-1483 éclate un conflit pour le non-respect de la convention entre les membres de la famille.
Les Falkenstein sont seuls maîtres du château en 1515 et la modernisation commencée par Balthasar est continuée par ses fils. En 1564, Philippe IV (1538-1590), comte de Hanau-Lichtenberg, achète le château aux enfants et petits-enfants de Balthasar et, quelques mois plus tard, il sera complètement détruit par un incendie, après avoir été frappé par la foudre, et ne sera jamais reconstruit.

### Un comté fantôme
En 1570, une partie du château non détruite continue à être habitée par un garde forestier du comte de Hanau-Lichtenberg. Entre 1570 et 1605 éclate un conflit entre les Hanau-Lichtenberg et le duché de Lorraine, au terme duquel le Falkenstein revient aux Hanau-Lichtenberg en 1606. En 1609 pourtant, l'empereur germanique investit le duc de Lorraine Henri II du fief de Falkenstein, qui restera désormais dans cette Maison.
En 1623, le château est ruiné par les troupes de Mansfeld durant la guerre de Trente Ans, de telle sorte que les gardes forestiers ne peuvent plus y demeurer et en 1676-1677 a lieu sa destruction définitive par les troupes françaises de Montclar. L'arrière-petit-neveu de Henri II, le prince de Vaudémont, est pourtant investi du titre purement honorifique de « comte de Falkenstein ».
François III de Lorraine, lorsqu'il renonce au duché de Lorraine et avant de devenir empereur, s'intitule toujours « comte de Falkenstein » pour siéger aux diètes d'Empire ; le titre n'est plus alors assorti d'aucune possession territoriale réelle.

## Description
Il faut remarquer le portail d'entrée, les vestiges du donjon, les salles troglodytiques et la tour du puits, qui avait trois fonctions : protéger le puits, défendre les abords, et servir, au niveau supérieur, d'habitation. À proximité se trouvent les ruines du château du Helfenstein. Les ruines, propriété de l'État, sont classées monument historique depuis le 16 février 1930.
Après quelques années de travaux de sécurisation du site, les ruines sont désormais ouvertes au public depuis 2013.
On peut voir sur le site du château qui était encore habité au XVIe siècle un emplacement de monte-charge ayant permis d'élever les matériaux de construction à hauteur voulue, ainsi qu'au sommet de l'actuelle tour d'habitation (XVe siècle) un lave-mains. Ce dernier était alimenté en eau par un réservoir ou une fontaine placée dans une niche au-dessus d'un évier. L'eau s'écoulait par la bouche d'un masque humain, décoratif et apotropaïque, encadré de deux blasons.

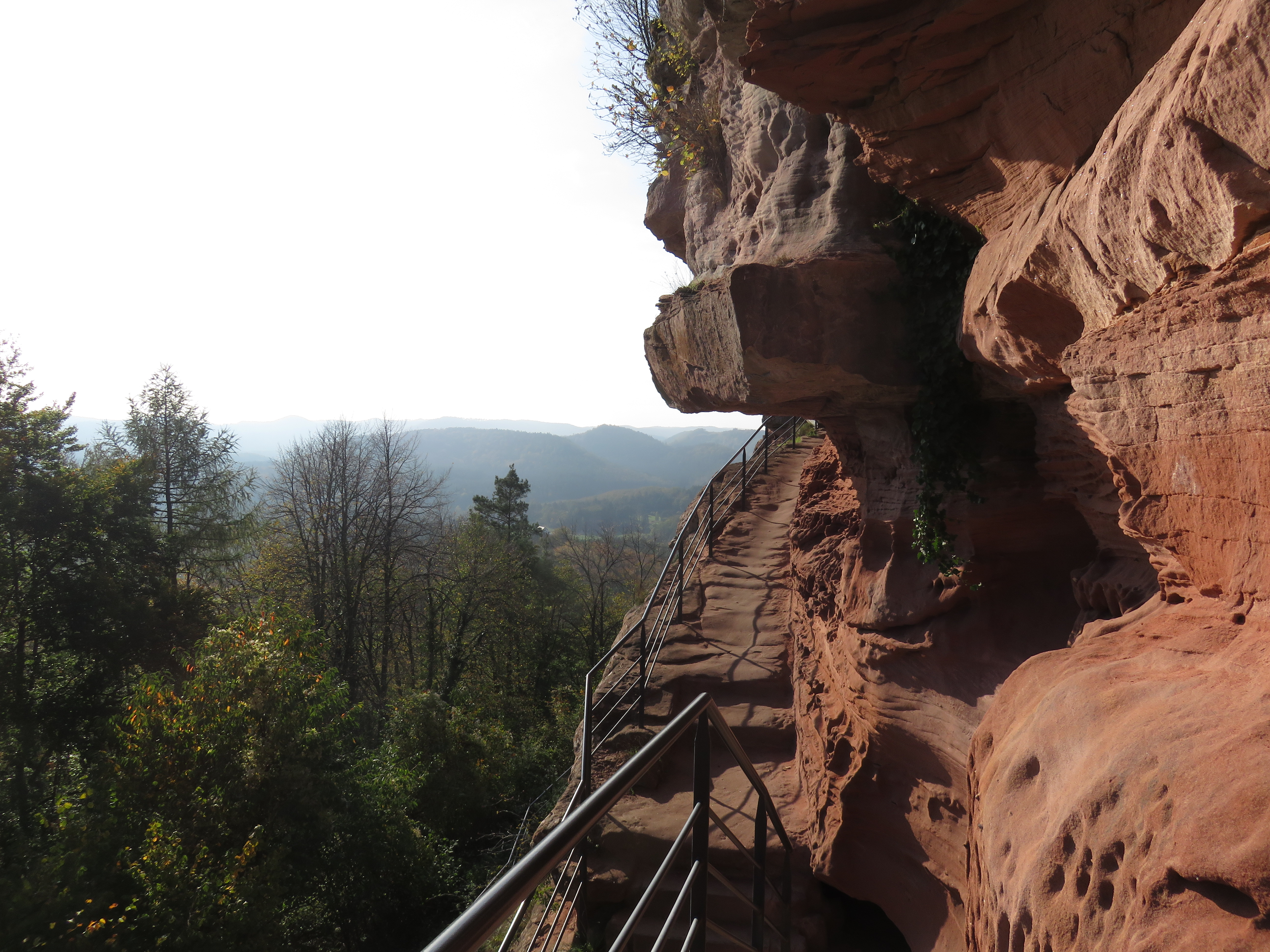
Chemin pour accéder au sommet, taillé dans la roche.
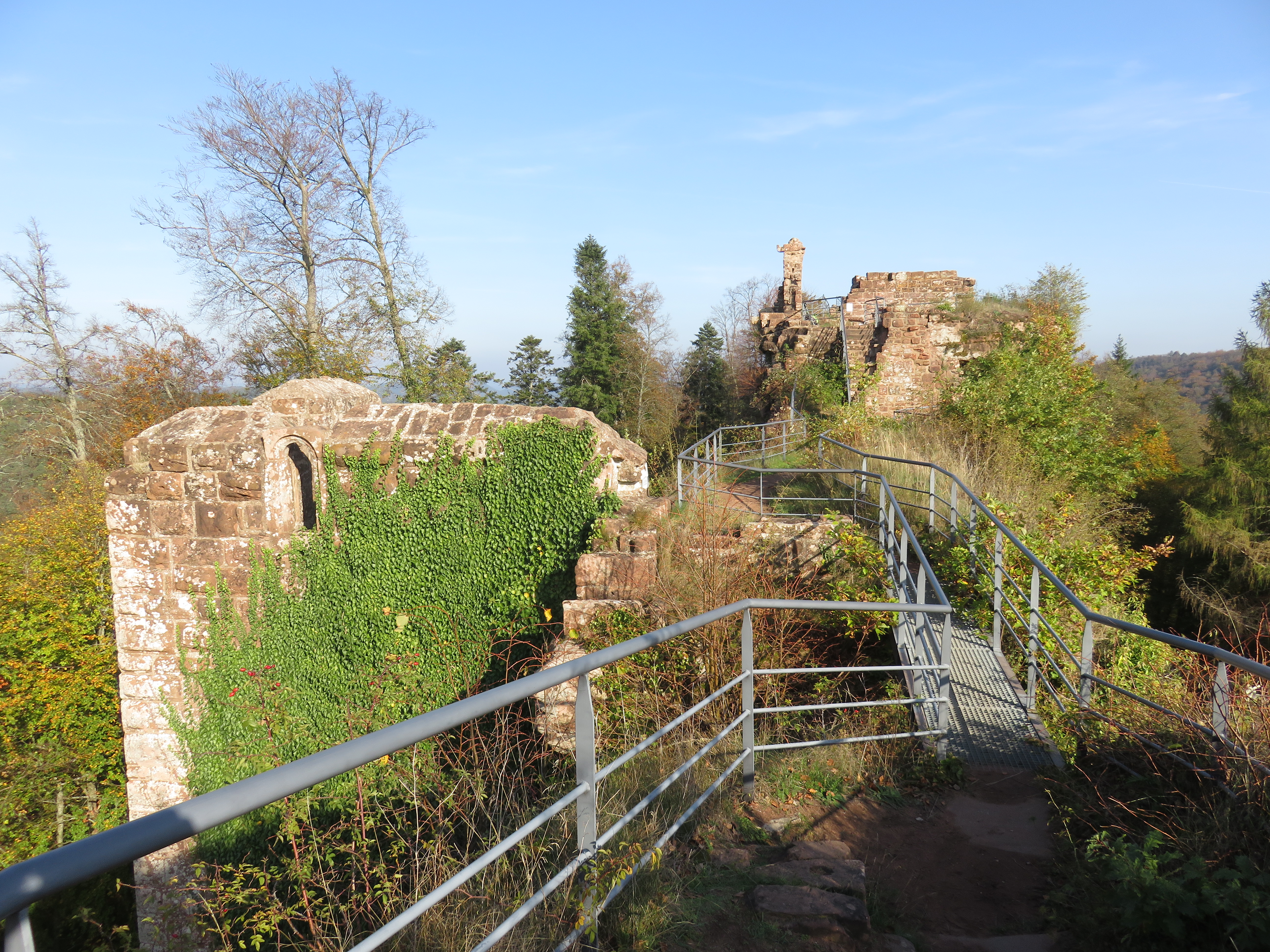
Au sommet des ruines.
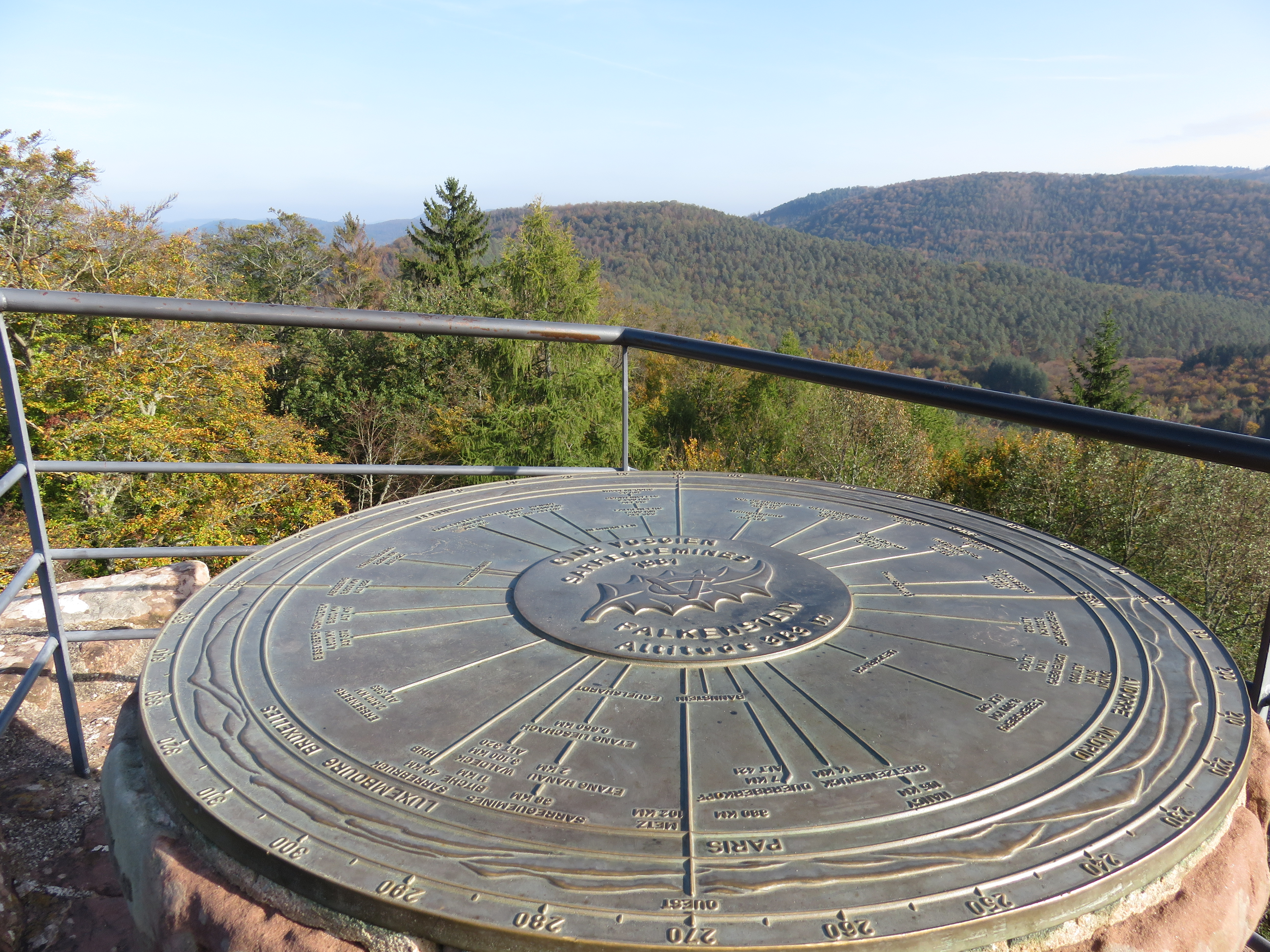
Table d'orientation au sommet des ruines.
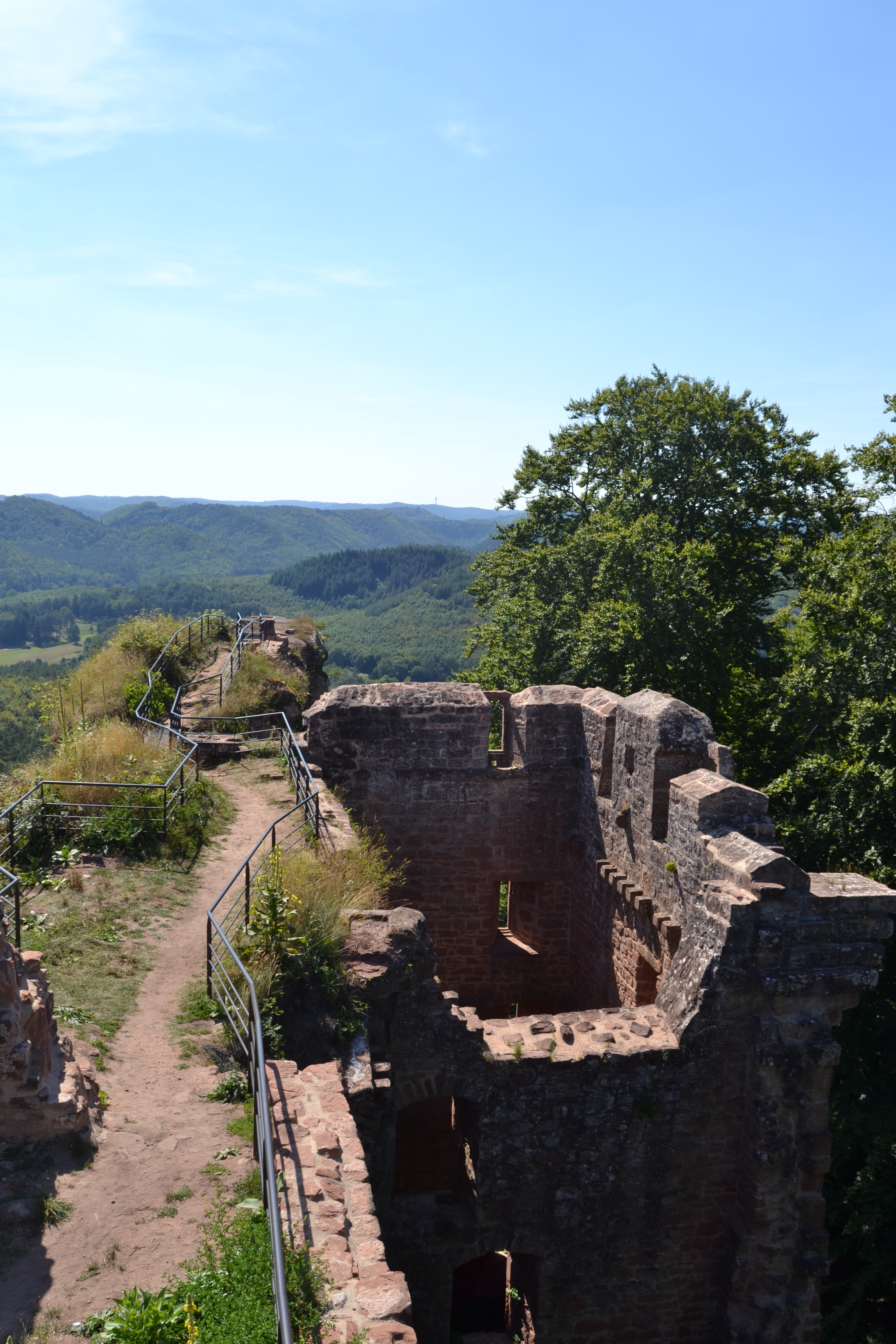

## Légendes
Une première légende raconte que lors de l'incendie de 1564, le château a brûlé durant cinq jours et cinq nuits.
Une seconde légende veut que, dans la cave, un tonnelier-fantôme vienne quelquefois frapper à minuit, autant de coups de maillet qu'il y aura de barriques de vin dans l'année…